# Lupinus tegeticulatus
Lupinus tegeticulatus är en ärtväxtart som beskrevs av Alice Eastwood. Lupinus tegeticulatus ingår i släktet lupiner, och familjen ärtväxter. Inga underarter finns listade i Catalogue of Life.